# El show de Cristina
El show de Cristina es un programa de televisión de Estados Unidos, presentado por Cristina Saralegui, dedicado al público hispano en los Estados Unidos. Se transmitió por Univision desde 1989 hasta 2010. Posteriormente, la conductora trabajó en Telemundo hasta 2012.
Es uno de los principales talk shows de la cadena Univision, considerado como uno de los más exitosos y populares de la televisión de habla hispana. Marcó un cambio respecto a los programas previos del mismo estilo, por la impronta de la conductora.

## Historia
«El show de Cristina » comenzó en el año 1989 en la cadena Univisión y fue conducido por la cubana Cristina Saralegui.  Aunque Cristina no contaba con experiencia en la televisión, su programa pasó a ser uno de los más vistos en aquellos años en Univisión. En sus inicios el  programa consistía en entrevistar celebridades, tiempo después se tomó la decisión de presentar temas o casos en su programa, lo que generó más audiencia.
La agudeza de la conductora por presentar casos impactante en la televisión como: alcoholismo, prostitución, infidelidad, rebeldía, salud, superstición, lenguaje soez, homosexualidad, obesidad, adicción, sexo, originó un gran reconocimiento, como así también algunas críticas. Este reconocimiento se vio reflejado al ser premiada con doce Premios Emmy.
En México el show se emitió a través de El Canal de las Estrellas, y luego de una censura por parte de grupos conservadores, el programa fue emitido en Canal 9 (hoy Gala TV) y, posteriormente, en canales de televisión restringida. 
El programa de Cristina se vio en televisión abierta en numerosos países como: El Canal de las Estrellas en México, ATV en Perú, Canal 13 en Paraguay, Telefe en Argentina, Venevisión en Venezuela, Canal A y Cadena Uno en Colombia, Gama TV en Ecuador, y Canal 11 en Guatemala, hasta que en 2002 se emitió en televisión privada o de cable.
El programa fue cancelado el 1 de noviembre del 2010. Según los comentarios de la propia Cristina, la razón de su fin fue debido a su edad y los años del show en la televisión. Cuando llegó el día del último programa, se tuvo una gran lista de invitados como: Don Francisco, Carmen Salinas, Fernando Colunga, Gloria Estefan, Jorge Salinas, Angélica María, Ricardo Arjona, La India, Lucía Méndez, Shakira, Camilo Sesto, Daddy Yankee, Menudo, Salma Hayek, Lucero, Thalía, Luis Fonsi, Edith González, Tempo, Julio Iglesias, Alejandro Fernández, Juanes, Enrique Iglesias, Pitbull, Jorge Ramos, Emilio Estefan, Gloria Trevi, Selena, Silvia Pinal, Laura Zapata, Fernando Colunga, Chayanne, Ricky Martin, Niurka, Noelia, Anaís, RBD, Jennifer Lopez, Amelia Vega, Angélica Vale, Fey, Rocío Dúrcal entre otros, recordaron los viejos tiempos, despidiendo uno de los programas más exitosos de la televisión.

## Concepto del programa
En sus inicios, el programa estuvo basado completamente en el formato de talk show en donde los panelistas relataban casos de denuncia o debatían cuestiones como: la religión, las drogas, la homosexualidad, etc. 
Los panelistas eran, principalmente, protagonistas de sus propias historias, aunque bien podían ser actores contratados, especialmente en aquellos casos en que los protagonistas reales decidían no presentar su propio caso, como sucede con la producción de otros formatos como Caso Cerrado.
A mediados de los 90, se decidió incorporar entrevistas dedicados a artistas de fama internacional y en la última década del programa se entrevistaron principalmente actores de novelas de Televisa y Univisión.
El programa fue líder de audiencia en Estados Unidos y uno de los más vistos de Hispanoamérica, siendo retransmitido, por los siguientes países:
- Colombia
- Costa Rica
- República Dominicana
- El Salvador
- México
- Chile
- Perú
- Argentina
- Venezuela
- Ecuador
- Panamá
- Paraguay

El programa llegó a cruzar el Atlántico y se retransmitió en España a través de pequeños canales de televisión locales con escasa audiencia.

## Evolución en Latinoamérica
El éxito del programa en Estados Unidos, y su repetición en otros países latinos, provocó que otras cadenas produjeran talk shows o entrevistas televisivas en sus países. 
Varias cadenas latinas batieron récords en Latinoamérica, lo que causó que otras también hicieran los suyos. Entre 1999-2001 fue el boom del talk show; fue una época en la que las cadenas de TV lanzaron hasta 4 talk shows, siendo el de más competencia para Saralegui el encabezado por Laura Bozzo en Perú; pero, aun así, Cristina siguió siendo el talk show número 1 en algunos países de Hispanoamérica.

## Pa'lante con Cristina
Posteriormente, Saralegui debutó en Telemundo con un especial de la telenovela La Reina del Sur, que fue todo un éxito desde su inicio. El 9 de octubre del 2011 estrenó su nuevo programa llamado: Pa'lante con Cristina, que ha tenido una gran variedad de celebridades y tiene casi el mismo contenido de su etapa en Univisión. El programa fue transmitido los domingos a las 7 pm /6c por el canal Telemundo.
Desde el estreno en Telemundo el programa tomó un giro nuevo en el concepto, antes en Univisión el programa consistía en tocar un tema y traer panelistas o una entrevista a una celebridad, ahora se tocan 2 temas y una entrevista o 3 entrevistas o 3 temas. Hay que recordar que en Univisión el programa duraba una hora y ahora el programa dura 2 horas, dedicando mayor tiempo a las entrevistas.
El programa fue transmitido en países con estaciones afiliadas a Telemundo.
Después el show de Cristina llegó a su fin en Telemundo el 17 de junio de 2012. Según la opinión de la propia Cristina, se trató de un acuerdo mutuo de no renovar el programa para la segunda temporada. Otra versión es que el programa no logró los niveles de audiencia esperados.

## Regreso en el año 2025
El 22 de junio de 2025, Univisión anunció que, después de 16 años de ausencia, la conductora regresa a su programa. Cristina retornó para realizar una entrevista a la intérprete de música urbana Karol G. Dicho programa salió al aire el 23 de junio de 2025.